# Laccophilus uniformis
Laccophilus uniformis là một loài bọ cánh cứng trong họ Bọ nước. Loài này được Motschulsky miêu tả khoa học năm 1859. Loài này được tìm thấy ở Ấn Độ, Quần đảo Andaman và Nicobar, Bangladesh, Myanmar, Sri Lanka, Campuchia, Trung Quốc, Indonesia, Lào, Thái Lan, và Việt Nam.